# Gooderham Building
El Gooderham Building, también conocido como el Flatiron Building, es un edificio histórico de oficinas situado en el 49 de Wellington Street East en Toronto (Ontario, Canadá). Se encuentra en el borde oriental del Distrito Financiero de la ciudad (al este de Yonge Street), en el barrio de St. Lawrence, en una parcela triangular formada por la intersección de Front Street y Wellington Street. Completado en 1892, este edificio de ladrillo rojo fue uno de los primeros ejemplos de un edificio destacado con forma de cuña, anterior al Edificio Flatiron de Nueva York.
El Gooderham Building es el punto focal de una de las vistas más emblemáticas de Toronto: mirando hacia el oeste, a lo largo de Front Street, hacia la prominente esquina redondeada del edificio, enmarcada a la izquierda por los edificios históricos del lado sur de Front Street y con los rascacielos del Distrito Financiero al fondo. La CN Tower también es visible desde algunos ángulos detrás de Brookfield Place. Esta vista aparece con frecuencia en imágenes de la ciudad.

## Historia
El edificio anterior que ocupaba la parcela era más bajo, pero tenía la misma forma, y se llamaba Coffin Block. El edificio actual fue diseñado por el arquitecto David Roberts Jr. y su construcción le costó 18 000 dólares al destilador George Gooderham Sr. (1830-1905), hijo del fundador de la destilería Gooderham and Worts, William Gooderham. El edificio albergó las oficinas de la destilería Gooderham and Worts hasta 1952 y fue vendido por la familia Gooderham en 1957.
Comprado en 1975 por David Walsh y Robert Phillips, quienes lo salvaron de la demolición y lo restauraron parcialmente, en 1998 los entonces propietarios, Michael y Anne Tippin, llevaron a cabo nuevas restauraciones. El edificio fue designado como lugar histórico de acuerdo con la Ley del Patrimonio de Ontario (Ontario Heritage Act) en 1975, y en 1977 la Fundación del Patrimonio de Ontario alcanzó un acuerdo legal con sus propietarios que establecía condiciones para garantizar la conservación del inmueble.
El 12 de octubre de 2011, la Woodcliffe Corporation, entonces propietaria del edificio, anunció que lo iba a poner a la venta. Previamente, se había vendido por 10.1 millones de dólares en 2005 y por 2.2 millones de dólares en 1999. Actualmente, el edificio es propiedad del Lee Chow Group.

## Arquitectura y arte

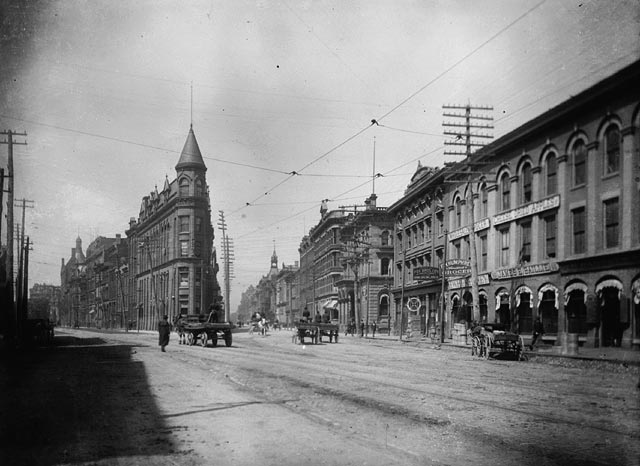
El Gooderham Building en torno a 1895.

El Gooderham Building es célebre tanto por su forma de cuña estrecha como por el mural en su pared posterior. El Flatiron Mural, del renombrado artista canadiense Derek Michael Besant, usa un efecto de trampantojo no solo para hacer que parezca que la pared tiene más ventanas de las que en realidad tiene, sino también para darle un efecto más dinámico al tener sus bordes «ondeando» donde no están «clavados», como si fuera una tela movida por el viento. El mural es una imagen del Perkins Building, situado justo al otro lado de la calle.
El edificio tiene una cornisa románica y un friso sobre las ventanas arqueadas de la cuarta planta. La entrada principal, situada en Wellington Street, consta de un arco de estilo gótico francés. Los cimientos están hechos de arenisca. La empinada cubierta de cobre tiene ocho buhardillas con gablete: cuatro en la fachada sur y cuatro en la fachada norte.
Con su patrón lineal de ventanas distribuidas de manera uniforme en todas las plantas, transmite una ligera sensación de un edificio de oficinas corporativas. El Gooderham Building está situado sobre un alto zócalo que alcanza media planta sobre el nivel del suelo. En la actualidad, sigue siendo utilizado como un edificio de oficinas. La primera planta tiene ventanas correderas rectangulares en el lado sur y ventanas fijas en el lado norte. En cambio, la segunda planta tiene ventanas fijas en el lado sur y ventanas correderas rectangulares en el lado norte. En las plantas tercera, cuarta y quinta, el Gooderham Building tiene ventanas de guillotina rectangulares y arqueadas.
El Gooderham Building tiene tres entradas. Dos de estas entradas conducen al pub en el semisótano conocido como The Flatiron and Firkin. Las puertas de entrada están en parejas, y tienen marcos de madera para las ventanas. El pub en el semisótano tiene un gran patio a lo largo del lado sur del edificio. Las entradas del pub están situadas en el semisótano y en la primera planta, en el lado de Front Street. No hay acceso público al pub desde el interior del edificio. La entrada del Gooderham Building se encuentra en el lado norte, y está compuesta por pináculos extravagantes y un arco de estilo gótico francés.

## Berczy Park

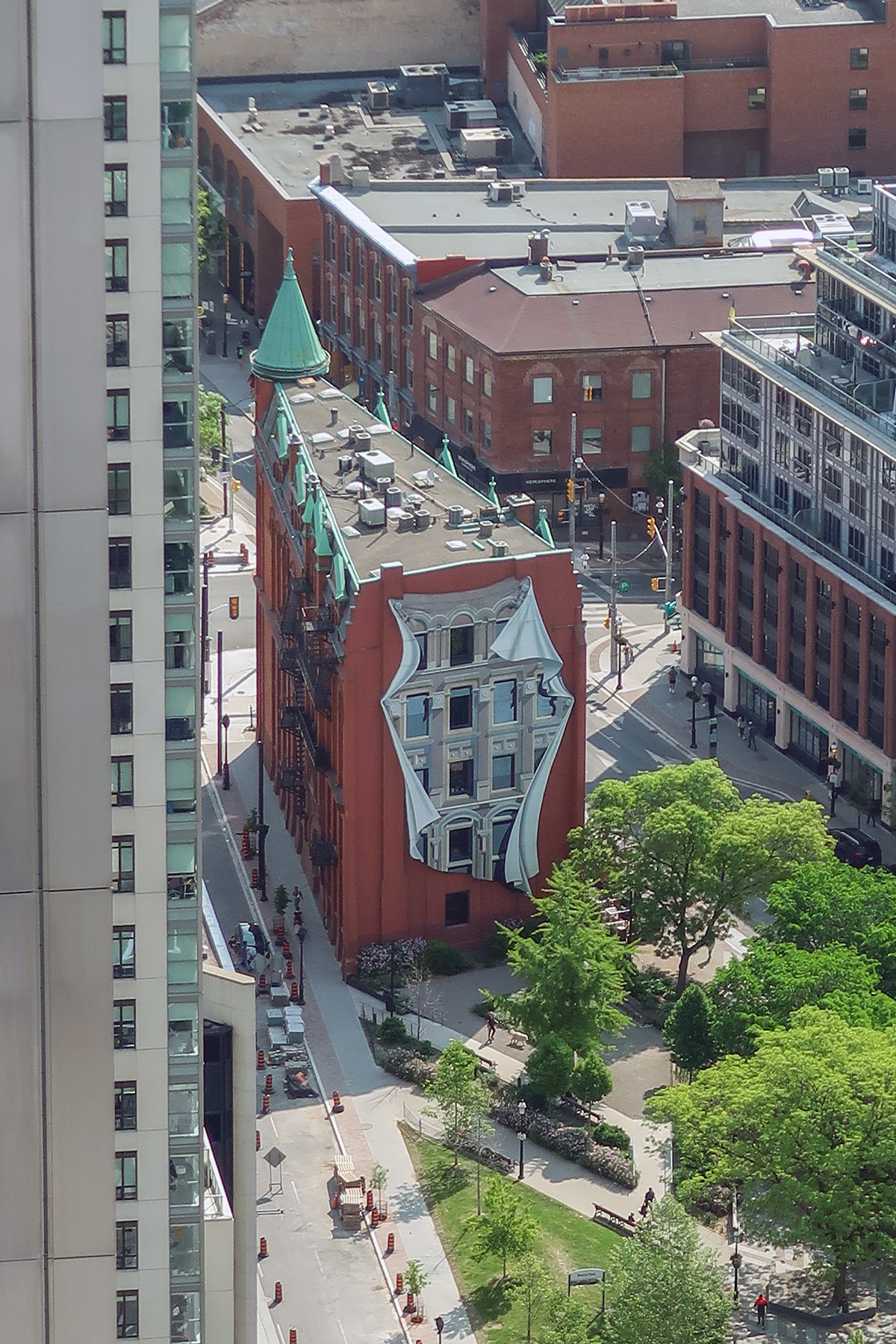
La pared posterior del Gooderham Building, con el Flatiron Mural, y el Berczy Park.

El Berczy Park es un pequeño parque situado detrás del Gooderham Building, entre Front Street y Wellington Street. Esta parcela albergó previamente varios edificios, siendo el más notable de ellos el Clarendon Hotel, en torno a mediados del siglo xix. A finales del siglo xix y principios del xx, esta zona estaba ocupada por edificios comerciales que contenían oficinas, mayoristas, joyeros y litógrafos:
- Los Pacific Buildings en el 26-34 Front Street, demolidos entre 1966 y 1967.
- Oficinas en el 36-38 Front Street.
- El Sterns Building en el 40-42 Front Street, que albergó al joyero Samuel Stern hasta 1910 y fue demolido entre 1962 y 1963.
- Un platero y oficinas en el 44 Front Street.
- Mayoristas en el 46-48 Front Street.
- El Janus Building (posteriormente Frontwell Building) en el 50 Front Street, demolido entre 1966 y 1967.

Después de que estos edificios fueran demolidos, la parcela se convirtió en un solar vacío y posteriormente en un estacionamiento a mediados de la década de 1960 y en un césped informal en 1975, pero no fue transformada en un parque urbano con algunos bancos y secciones valladas hasta 1980. El actual parque arbolado fue realizado en 2017, momento en el que se instaló una gran fuente de tres niveles diseñada por el arquitecto paisajista Claude Cormier de Montreal. Esta fuente tiene veintisiete perros de hierro fundido que arrojan agua, un gato de hierro fundido que mira hacia dos esculturas de pájaros en un alambre cercano, y está coronada por un hueso. La fuente, que también incluye un pesebre para que los perros beban de él, se ha convertido en un destino popular, particularmente para los amantes de los perros.